# Elecciones municipales de 2019 en Titulcia
Las elecciones municipales de 2019 se celebraron en Titulcia el domingo 26 de mayo, de acuerdo con el Real Decreto de convocatoria de elecciones locales en España dispuesto el 1 de abril de 2019 y publicado en el Boletín Oficial del Estado el día 2 de abril. Se eligieron los 9 concejales del pleno del Ayuntamiento de Titulcia, a través de un sistema proporcional (método d'Hondt), con listas cerradas y un umbral electoral del 5 %.

## Candidaturas
En abril de 2019 se publicaron 4 candidaturas, el PSOE con Francisca Suárez Roldán en cabeza, el PP con Jenifer Plaza López a la cabeza; Vox con Juan José Chico Hernández a la cabeza; y Ciudadanos con José Miguel Martínez Briceño a la cabeza.

## Resultados
Tras las elecciones, el PSOE resultó el ganador de las elecciones con 4 escaños, los mismos que en la anterior legislatura, el PP consiguió 3 escaños, 2 menos que en la anterior legislatura yCiudadanos irrumpió por primera vez en el consistorio con un escaño.
| Candidatura     | Candidatura                              | Votos | %                                       | Escaños                                 |
| --------------- | ---------------------------------------- | ----- | --------------------------------------- | --------------------------------------- |
|                 | Partido Socialista Obrero Español (PSOE) | 322   | 40,45                                   | 4                                       |
|                 | Partido Popular (PP)                     | 269   | 33,79                                   | 3                                       |
|                 | Ciudadanos-Partido de la Ciudadanía (Cs) | 179   | 22,17                                   | 2                                       |
|                 |                                          |       |                                         |                                         |
| Vox             | Vox                                      | 16    | 2,01                                    | 0                                       |
| Votos en blanco | Votos en blanco                          | 10    | 1,26                                    | n/a                                     |
| Votos válidos   | Votos válidos                            | 786   | 100,00                                  | 9                                       |
| Votos nulos     | Votos nulos                              | 7     | Participación: · \| \| 80,46 % \| 1,06% | Participación: · \| \| 80,46 % \| 1,06% |
| Votantes        | Votantes                                 | 803   | Participación: · \| \| 80,46 % \| 1,06% | Participación: · \| \| 80,46 % \| 1,06% |
| Electores       | Electores                                | 998   | Participación: · \| \| 80,46 % \| 1,06% | Participación: · \| \| 80,46 % \| 1,06% |
|                 | 80,46 %                                  |       |                                         |                                         |

## Concejales electos
| N.º | Nombre                              | Lista | Lista |
| --- | ----------------------------------- | ----- | ----- |
| 1   | Francisca Suárez Roldán             |       | PSOE  |
| 2   | Jenifer Plaza López                 |       | PP    |
| 3   | José Miguel Martínez Briceño        |       | Cs    |
| 4   | Daniel Francisco García González    |       | PSOE  |
| 5   | Ana María Alonso Rubio              |       | PP    |
| 6   | María del Pilar Orihuela Álvarez    |       | PSOE  |
| 7   | Marta Martín Rodrigo                |       | PP    |
| 8   | María del Pilar Fernández Rodríguez |       | Cs    |
| 9   | Gonzalo Moreno Herraiz              |       | PSOE  |